# Nguyễn Văn Bá
Nguyễn Văn Bá, còn gọi là Năm Lý (1932 - 1969), là anh hùng lực lượng vũ trang nhân dân, đảng viên Đảng Cộng sản Việt Nam, từng là huyện đội trưởng huyện Thủ Đức, Thành phố Hồ Chí Minh.

## Tiểu sử
Nguyễn Văn Bá quê ở ấp Phong Phú, xã Tăng Nhơn Phú, huyện Thủ Đức, Thành phố Hồ Chí Minh (thuộc phường Tăng Nhơn Phú B, thành phố Thủ Đức ngày nay). Năm 1949, ông tham gia cách mạng và được giao nhiệm vụ hoạt động công khai hợp pháp như tổ chức nhân dân chống Pháp, tuyên truyền vận động lính ngụy quyền trở về với gia đình, với cách mạng. Trong quá trình hoạt động cách mạng, Ông từng giữ những chức vụ như Bí thư chi bộ xã (1960 – 1962), Bí thư Chi bộ Khu vực 6, Thường vụ Huyện ủy, huyện đội trưởng huyện Thủ Đức (1964 - 1968) và tham gia chiến đấu khoảng 200 trận lớn nhỏ.
Ngày 27 tháng 1 năm 1969, trên đường trở về Thủ Đức sau khi tham dự Đại hội chiến sĩ thi đua yêu nước Miền Nam, ông bị máy bay Mỹ ném bom và chết tại ngã ba Nước Trong, ấp An Điền, xã Phước Nguyên, huyện Châu Thành, Đồng Nai.

## Vinh danh
Ông được Quốc hội nước Việt Nam truy tặng danh hiệu "Anh hùng lực lượng vũ trang nhân dân" vào ngày 6 tháng 11 năm 1978.
Hiện nay, tên ông được đặt cho một con đường ở trung tâm thành phố Thủ Đức. Ngoài ra còn có một cây cầu tên Năm Lý, nằm trên đường Đỗ Xuân Hợp.